# Reignier-Esery
Reignier-Esery é uma comuna francesa na região administrativa de Auvérnia-Ródano-Alpes, no departamento da Alta Saboia. Estende-se por uma área de 25.08 km². Em 2010 a comuna tinha 8 235 habitantes (densidade: 328,3 hab./km²).